# Sistema 3D d'obturador actiu

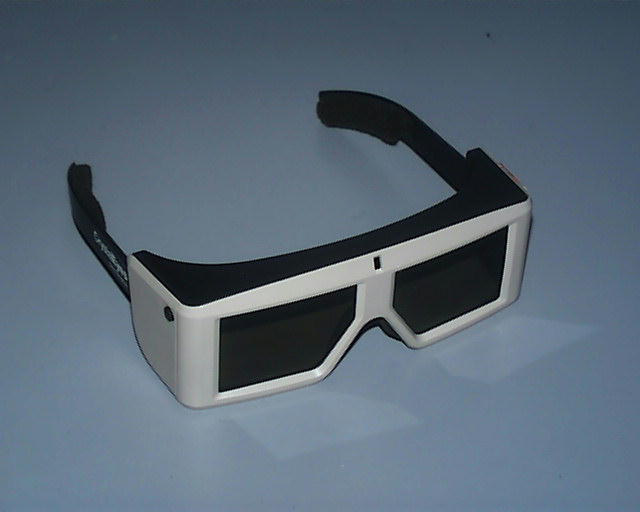
Un parell de CrystalEyes vidres de finestró

Principi funcional dels sistemes 3D d'obturador actiu

Un sistema actiu de l'obturador 3D (seqüenciació de quadres alterns, imatge alternativa, AI, camp altern, camp seqüencial o eclipsi) és una tècnica de visualització d'imatges estereoscòpiques en 3D. Funciona només presentant la imatge destinada a l'ull esquerre mentre bloqueja la vista de l'ull dret, i després presenta la imatge de l'ull dret mentre bloqueja l'ull esquerre i repetint aquest procés tan ràpidament que les interrupcions no interfereixen amb la fusió percebuda de les dues les imatges en una sola imatge en 3D.
Els sistemes 3D moderns d'obturador actiu en general utilitzen ulleres d'obturador de cristall líquid (també anomenades "ulleres de persiana LC" o "ulleres d'obturador actives"). El vidre de cada ull conté una capa de cristall líquid que té la propietat de tornar-se opaca quan s'aplica la tensió, ja que és transparent. Les ulleres es controlen mitjançant un senyal de sincronització que permet que les ulleres bloquegin un ull i després l'altre alternativament en sincronització amb la freqüència de refresc de la pantalla. La sincronització de temps amb l'equip de vídeo es pot aconseguir a través d'un senyal cablejat, o bé mitjançant un transmissor infraroig o freqüència de ràdio (p. Ex., Bluetooth, enllaç DLP). Els sistemes històrics també utilitzen discs de filatura, per exemple, el sistema Teleview.
Els sistemes 3D de l'obturador actiu s'utilitzen per presentar pel·lícules en 3D en alguns teatres, i es poden utilitzar per presentar imatges 3D en CRT, plasma, LCD, projectors i altres tipus de pantalles de vídeo.

## Avantatges i desavantatges
Encara que pràcticament tots els sistemes informàtics i de vídeo no modificats normals es poden utilitzar per mostrar 3D afegint una interfície de connectivitat i unes ulleres d'obturador actives, els nivells inquietants de parpelleig o fantasma poden aparèixer amb sistemes o pantalles que no han estat dissenyades per a tal ús. La velocitat d'alternança necessària per eliminar completament el parpelleig notable depèn de la brillantor de la imatge i altres factors, però normalment és molt superior a 30 cicles de parells d'imatges per segon, el màxim possible amb una pantalla de 60 Hz. Una pantalla de 120 Hz, que permet 60 imatges per segon per ull, és àmpliament acceptada com a lliure de parpelles.

### Avantatges
- A diferència dels ulls de l'obturador de color vermell / cian (anàglif) 3D, els vidres d'obturador LC són de color neutre, cosa que permet visualitzar 3D en l'espectre de colors, tot i que el sistema d'anàglif ColorCode es troba molt a prop de proporcionar resolució de colors.
- A diferència d'un sistema 3D polaritzat, on la resolució espacial (generalment) horitzontal es redueix a la meitat, el sistema d'obturador actiu pot conservar la resolució completa (1080p) tant per a les imatges esquerra com per a la dreta. Com qualsevol sistema, els fabricants de televisors poden optar per no implementar la resolució completa per a la reproducció en 3D, sinó que utilitzen la resolució vertical (540p) a la meitat.
[1]

### Desavantatges
- Es pot observar el parpelleig a excepció de les taxes d'actualització molt elevades, ja que cada ull està rebent, efectivament, només la meitat de la velocitat de refresc real del monitor. Tanmateix, les lents modernes de LC generalment funcionen amb majors taxes d'actualització i eliminen aquest problema per a la majoria de la gent.
- Fins fa poc, el mètode només funcionava amb monitors CRT; Alguns monitors moderns de panell ara admeten velocitats de refresc suficient per funcionar amb alguns sistemes de persiana LC. Molts projectors, especialment els basats en DLP, admeten 3D fora de la caixa.
- Les ulleres de persiana LC estan apagant la llum la meitat del temps; a més, són lleugerament fosques encara que es deixen encendre, perquè estan polaritzades. Això dona un efecte similar a veure la televisió amb ulleres de sol, que provoca que l'espectador percebi una imatge més fosca. Tanmateix, aquest efecte pot produir un contrast de visualització percebut més alt quan es vincula amb LCD a causa de la reducció de la llum de fons. Atès que les ulleres també enfosqueixen el fons, el contrast s'incrementa quan s'utilitza una imatge més brillant.
- Quan s'utilitza amb LCD, les diferències extremes localitzades entre la imatge que es mostraran en un ull i l'altre poden generar un encreuament, ja que els píxels dels panells LCD no poden canviar-se, per exemple, de negre a blanc, en el temps que separa la imatge de l'ull esquerre de la dreta. Els avenços recents en el temps de resposta del panell, però, han portat a les pantalles que rivalitzen o fins i tot superen els sistemes 3D passius.
- La velocitat de marc ha de ser doble que la d'un sistema 3D no 3D, anàglif o polaritzat per obtenir un resultat equivalent. Tots els equips de la cadena han de poder processar quadres a doble velocitat; en essència això duplica els requisits del maquinari.
- Malgrat una caiguda progressiva dels preus, a causa de l'ús intrínsec de l'electrònica, segueixen sent més cares que les ulleres 3D anàglifes i polaritzades.
- A causa de la seva electrònica integrada i les bateries, les primeres ulleres d'obturador eren fortes i costoses. No obstant això, les millores en el disseny han donat lloc a models més nous que són més barats, lleugers, recarregables i que es poden usar sobre lents de prescripció.
- De marca a marca, les ulleres d'obturador utilitzen diferents mètodes i protocols de sincronització. Per tant, fins i tot els vidres que utilitzen el mateix tipus de sistema de sincronització (per exemple, infrarojos) probablement seran incompatibles entre els diferents fabricants. No obstant això, s'estan fent esforços per crear un vidre d'obturador 3D universal.[2]

## Crosstalk
Crosstalk és la fuga de marcs entre l'ull esquerre i l'ull dret. Les pantalles LCD mostren aquest problema amb més freqüència que les pantalles de plasma i DLP, a causa del temps de resposta més lent del píxel. Les pantalles LCD que utilitzen una llum de llum estroboscòpica, com LightBoost de nVidia, redueixen la interferència. Això es fa apagant la retroiluminación entre les actualitzacions, mentre esperen que les ulleres de l'obturador canviïn els ulls, i també perquè el tauler LCD finalitzi les transicions de píxels.

## Estàndards
El març de 2011, Panasonic Corporation, juntament amb XPAND 3D, va formular el M-3DI Standard, que tenia com a objectiu proporcionar compatibilitat i estandardització a nivell industrial de les persianes LC. Aquest moviment pretenia aconseguir la compatibilitat entre els fabricants de televisors 3D, ordinadors, portàtils, projecció domèstica i cinema amb lents d'obturador estàndard LC que funcionarien a tot el maquinari 3D a la perfecció. L'estàndard actual és Full HD 3D Glasses.

Field Sequential s'ha utilitzat en videojocs, pel·lícules VHS i VHD i sovint es coneix com a HQFS per a DVD, aquests sistemes utilitzen lents sense fils o sense fil LCS.
El format Sensio era utilitzat amb DVDs utilitzant vidres de LCS sense fil.
Cada implementació activa d'obturador 3D actiu pot funcionar amb la seva pròpia freqüència de configuració del fabricant perquè coincideixi amb la velocitat d'actualització de la pantalla o el projector. Per tant, per aconseguir compatibilitat a través de diferents marques, s'han desenvolupat determinades ulleres per poder ajustar-se a una àmplia gamma de freqüències.

## Timeline
Timeline va fer el debut públic notablement primerenc. El 1922, el sistema Teleview 3-D es va instal·lar en un únic teatre de la ciutat de Nova York. Diversos curtmetratges i una pel·lícula (llargmetratge) es van mostrar executant impressions d'ull esquerre i d'ull dret en un parell de projectors entrellaçats amb les persianes que funcionaven fora de fase. Cada seient a l'auditori estava equipat amb un dispositiu de visió que contenia un obturador mecànic que girava ràpidament, sincronitzat amb les persianes del projector. El sistema funcionava, però la despesa de la instal·lació i la manca de capacitat dels espectadors, que havien de ser recolzats en estands ajustables, limitaven el seu ús a aquest compromís.
En les últimes dècades, la disponibilitat de persianes optoelectròniques lleugeres ha provocat una reactivació actualitzada d'aquest mètode de visualització. Els vidres d'obturador de cristall líquid van ser inventats per Stephen McAllister d'Evans i Sutherland Computer Corporation a mitjans dels anys setanta. El prototip tenia les pantalles LCD muntats en una caixa de cartró petita amb cinta adhesiva. Les ulleres mai van ser comercialitzades a causa del fantasma, però E & S va ser un adoptador molt primerenc de vidres de tercers com StereoGraphics CrystalEyes a mitjans dels anys vuitanta.
L'any 1985, els fabricants de VHD 3D van estar disponibles al Japó per fabricants com Victor (JVC), National (Panasonic) i Sharp. Hi havia altres unitats disponibles per a cintes seqüencials de camp VHS, incloses les Realeyes 3D. Es van posar uns pocs kits disponibles per veure DVDs seqüencials de camp. Sensio va llançar el seu propi format, que era més gran que els DVD Seqüencials d'Alta Qualitat (HQFS).

### Jocs

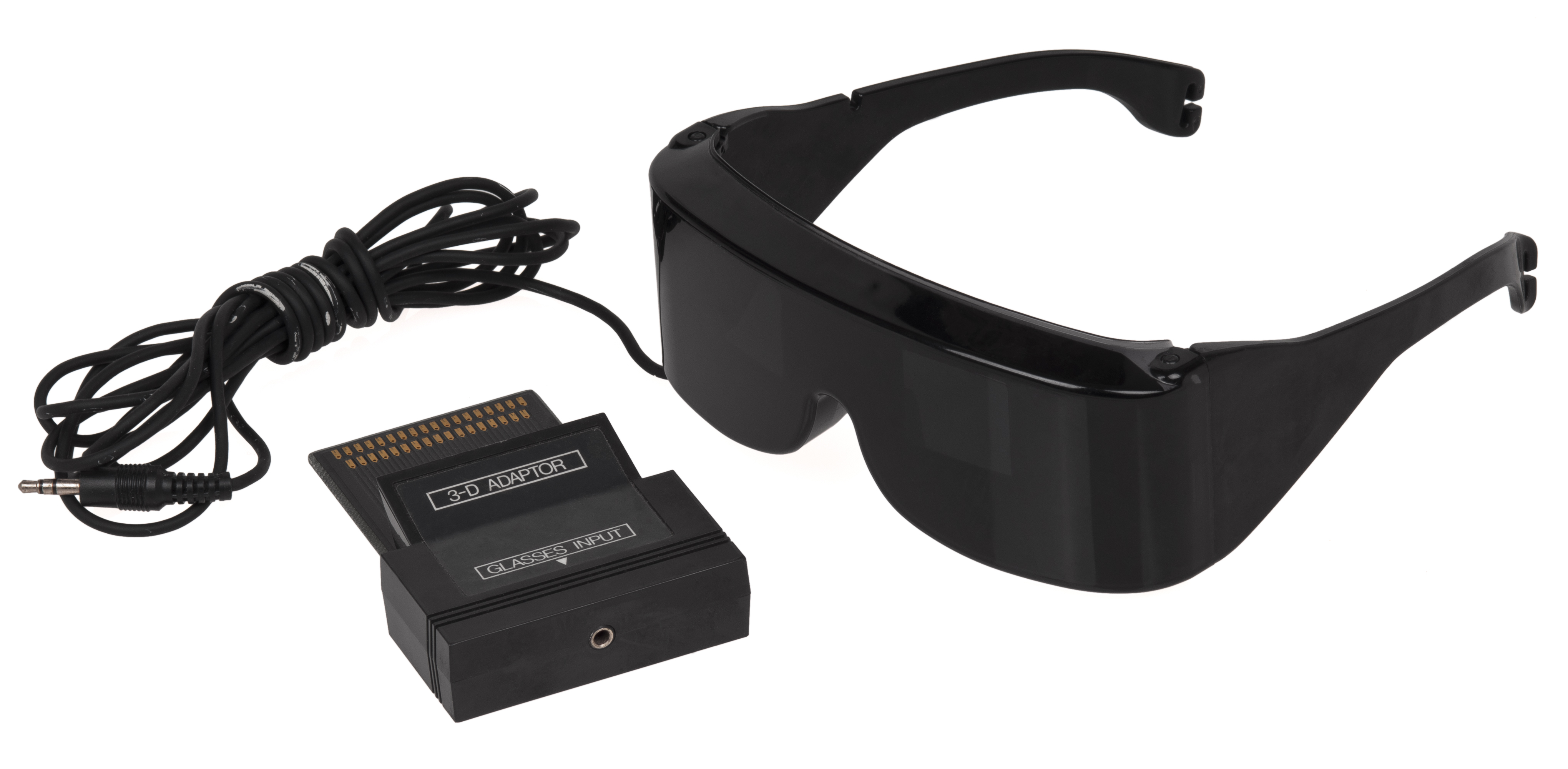
SegaScope 3-D Vidres, estrenats el 1987

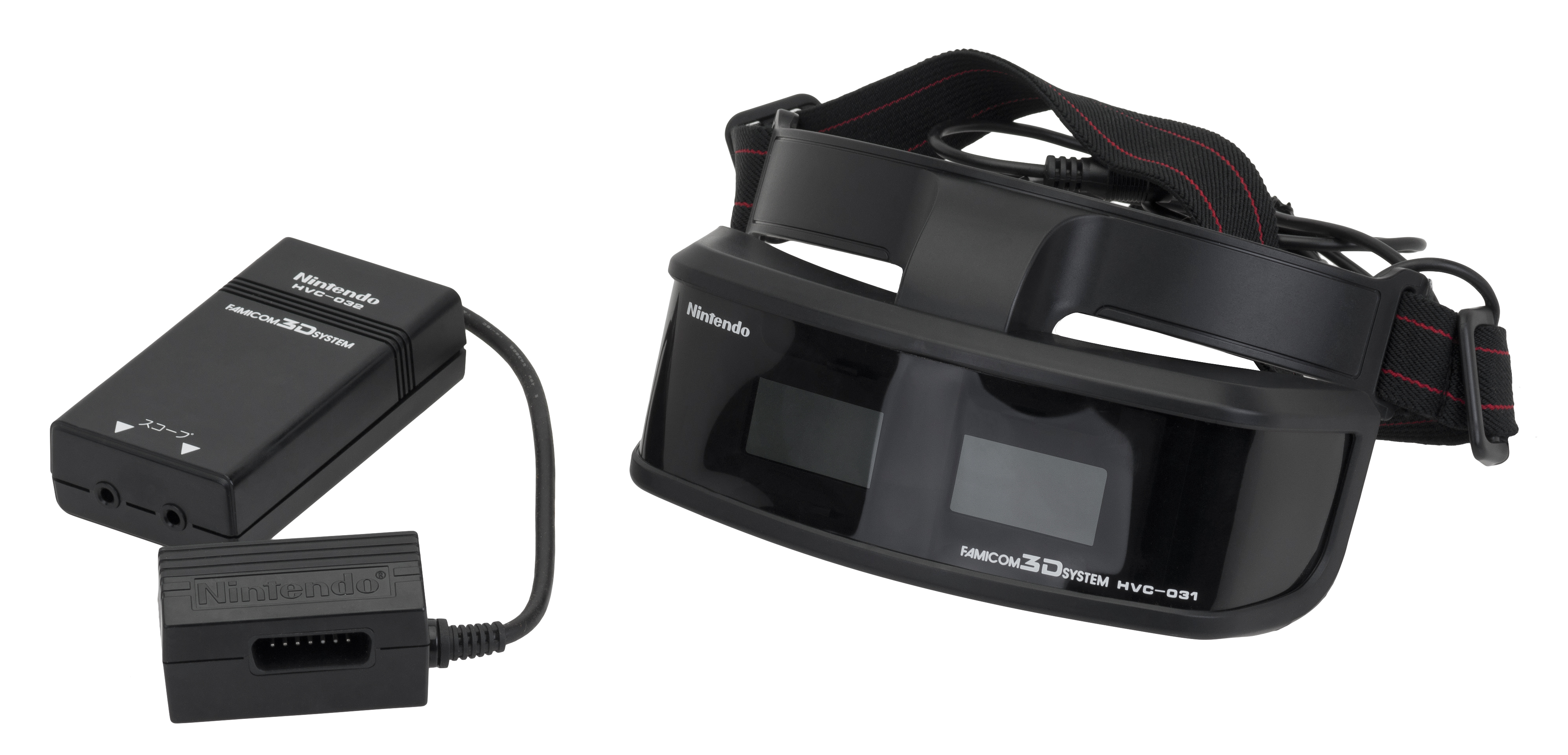
Sistema Famicom 3D, estrenat l'any 1987 només al Japó

El mètode de marcs alternatius es pot utilitzar per convertir els jocs 3D moderns en 3D veritable, tot i que s'ha utilitzat un mètode similar amb camps alternatius per donar una il·lusió 3D a les consoles tan antigues com el sistema mestre i l'ordinador familiar. S'utilitza un programari especial que genera dos canals d'imatges, compensats entre si per crear l'efecte estereoscòpic. Les taxes de fotograma elevades (normalment ~ 100 fps) són necessàries per produir gràfics sense costures, ja que la velocitat de quadre percebuda serà la meitat de la velocitat real (cada ull només veu la meitat del nombre total de fotogrames). Una vegada més, les ulleres de l'obturador LCD sincronitzades amb el xip gràfic completen l'efecte.
L'any 1982, el videojoc Suba-3D de Sega va venir amb un ocular 3D especial, que era un espectador amb discos de gir per alternar imatges d'esquerra i dreta a l'ull del jugador des d'un sol monitor. El sistema 3D d'obturador actiu del joc va ser desenvolupat conjuntament per Sega amb Matsushita (ara Panasonic).

El 1984, Milton Bradley va llançar el 3D Imager, una forma primitiva d'obturador actiu que utilitzava un disc rotatiu motoritzat amb transparències com persianes físiques per al Vectrex. Encara que eren molt voluminoses, utilitzaven el mateix principi bàsic d'alternar ràpidament imatges, que encara utilitzen avui les ulleres d'obertura actives.
Sega va llançar el SegaScope 3-D per al Master System el 1987, que va ser el primer dispositiu electrònic conegut per utilitzar ulleres LCD d'Obturador Actiu. Només es van alliberar vuit jocs compatibles amb 3D. Nintendo's Famicom també va tenir un sistema Famicom 3D similar, que era un auricular de làser LCD, llançat el 1987 només al Japó.
El 1993, Pioneer va llançar el sistema LaserActive que tenia una badia per a diversos "PAC's" com el Mega LD PAC i LD-ROM² PAC. La unitat era capaç de 3D amb l'addició de les ulleres 3D LaserActive (GOL-1) i l'adaptador (ADP-1).
Tot i que el maquinari 3D per a aquests sistemes de videojocs anteriors està pràcticament en mans dels col·leccionistes, encara és possible jugar els jocs en 3D utilitzant emuladors, per exemple, utilitzant un Sega Dreamcast amb un emulador de Sega Master System juntament amb una televisió CRT i un sistema 3D com el que es troba a The Ultimate 3-D Collection.
Entre 1999 i 2000, diverses empreses van crear kits de lents obturador estereoscòpics per a les PC de Windows que funcionaven amb aplicacions i jocs escrits per a les API de gràfics 3D de Direct3D i OpenGL. Aquests kits només funcionaven amb pantalles de computadora CRT i van emprar VGA pass-through, VESA Stereo o una interfície propietària per a la sincronització esquerra-dreta.
L'exemple més destacat van ser l'ulleres ELSA Revelator, que funcionava exclusivament en targetes Nvidia a través d'una interfície patentada basada en VESA Stereo. Nvidia més tard va comprar la tecnologia i la va usar en el seu controlador estèreo per a Windows.
Els kits de les ulleres van venir amb un programari de controlador que interceptà trucades de l'API i que representava de manera efectiva les dues vistes en seqüència; aquesta tècnica requeria el doble de rendiment de la targeta gràfica, per la qual cosa es necessitava un dispositiu de gamma alta. Les fallades visuals eren freqüents, ja que molts motors de jocs en 3D es basaven en efectes 2D que es representaven a la profunditat incorrecta, provocant desorientacions per a l'espectador. Molt pocs displays de CRT van poder suportar una velocitat de refresc de 120 Hz en les resolucions de jocs habituals de l'època, de manera que es necessitava una pantalla CRT de gamma alta per a una imatge lliure de parpelles; i fins i tot amb un monitor CRT capaç, molts usuaris van informar parpelleig i mals de cap.
Aquests equips CRT eren completament incompatibles amb monitors LCD comuns que tenien temps de resposta de píxels molt alts, a diferència de les pantalles CRT. A més, el mercat de la pantalla es va traslladar ràpidament als monitors LCD i la majoria dels fabricants de pantalles van deixar de fabricar monitors CRT a principis dels anys 2000, el que significava que els kits de lents per a PC aviat es trobaven en desús i es reduïen a un mercat molt nicho, final, monitor diagonal CRT gran.
SplitFish EyeFX 3D va ser un kit estèreo per a l'obturador 3D per Sony PlayStation 2 llançat el 2005; només suportava televisors CRT de definició estàndard. L'accessori inclou un cable de transferència per al joc de PS2; quan s'activa, l'accessori adjunt emetria una seqüència de comandaments de moviment ràpid i alternatiu a la consola, produint una mena d'efecte "estereoscòpic de palanca" addicionalment ajudat per les ulleres de l'obturador LC cableades que funcionaven en sintonia amb aquests moviments. El kit va arribar massa tard en el cicle del producte de la consola quan va ser reemplaçat per la PlayStation 3, i només es van recolzar alguns jocs, per la qual cosa els jugadors ignoraven en gran manera.
El kit Nvidia 3D Vision basat en USB llançat el 2008 és compatible amb monitors CRT capaços de renovar les taxes de 100, 110 o 120 Hz, així com monitors LCD de 120 Hz.

## Hardware (maquinari)

### Proveïdors del sistema 3D d'obturador actiu
Hi ha moltes fonts d'ulleres 3D de baix cost. Les ulleres d'IO són les ulleres més comunes d'aquesta categoria. XpanD 3D és un fabricant de vidres d'obturador, amb més de 1000 cinemes que actualment utilitzen ulleres XpanD. Amb l'alliberament d'aquesta tecnologia al mercat d'espectadors a partir de 2009, molts altres fabricants estan desenvolupant ara les seves pròpies ulleres de persiana LC, com ara Unipolar International Limited, Accupix Co., Ltd, Panasonic, Samsung i Sony.
El M-3DI Standard, anunciat per Panasonic Corporation juntament amb XPAND 3D el març de 2011, té com a objectiu oferir compatibilitat i estandardització a nivell industrial de les persianes LC (Active).
Samsung ha desenvolupat ulleres 3D actives que són de 2 unces (57 g) i utilitzen la tecnologia de lent i marc que ha estat pionera per Silhouette, que crea ulleres per a la NASA.
Nvidia fa un kit 3D Vision per a la PC; ve amb lents de l'obturador 3D, un transmissor i un programa de controlador gràfic especial. Tot i que els monitors LCD estàndard funcionen a 60 Hz, cal un monitor de 120 Hz per utilitzar 3D Vision.
Altres proveïdors coneguts d'ulleres 3D actives inclouen EStar America i Optoma. Ambdues companyies fabriquen ulleres 3D compatibles amb diverses tecnologies, incloent RF, DLP Link i Bluetooth.

### DLP 3D
El 2007, Texas Instruments va introduir solucions DLP estèreo 3D capaces per als seus OEM, Samsung i Mitsubishi van presentar els primers televisors DLP 3D preparats i els projectors DLP 3D van arribar més tard.

Aquestes solucions utilitzen l'avantatge de velocitat inherent del Digital Micro-Dispositiu de mirall (DMD) per generar seqüencialment una alta taxa d'actualització per a les vistes d'esquerra i dreta requerides per a imatges estereoscòpiques.
La tecnologia DLP 3D utilitza l'algoritme de wobulation SmoothPicture i es basa en les propietats de les imatges modernes DMD 1080p60. Compacta eficaçment dues vistes de L / R en un sol marc utilitzant un patró de tauler d'escacs, que només requereix una resolució estàndard de 1080p60 per a la transmissió estereoscòpica al televisor. L'avantatge reivindicat d'aquesta solució és l'augment de la resolució espacial, a diferència d'altres mètodes que tallen la resolució vertical o horitzontal a la meitat.
Els micromirrors estan organitzats en un anomenat "disseny de píxels de diamant offset" de 960 × 1080 micromirrors, girats a 45 graus, amb els seus punts centrals situats al centre de quadrats "negres" al damero. El DMD empra un wobulació de píxels total per mostrar la imatge completa de 1080p com a dues imatges amb la meitat de resolució en una seqüència ràpida. El DMD funciona al doble de la velocitat d'actualització, és a dir, 120 Hz, i la imatge completa de 1080p es mostra en dos passos. A la primera cadència, només es mostra la meitat de la imatge original de 1080p60: els píxels corresponen als quadrats "negres" del patró del tauler. En la segona cadència, la matriu DMD es desplaça mecànicament (wobulated) per un píxel, de manera que els micromirrors estan en una posició anteriorment ocupada pels buits, i es mostra una altra meitat de la imatge - en aquest moment, els píxels que corresponen a la quadrats "blancs".

Es crea un senyal de sincronització per sincronitzar l'actualització de la pantalla amb les ulleres de l'obturador LC utilitzades per l'espectador, utilitzant el mecanisme propietari de Texas Instruments anomenat DLP Link. DLP Link manté la sincronització incrustant marcs blancs breument marcats durant l'interval de tancament de la pantalla, que són recollits per les ulleres de l'obturador LC.

### Televisió de plasma
Els panells de pantalla de plasma són inherents a dispositius d'alta velocitat també, ja que utilitzen la modulació d'amplada de pols per mantenir la brillantor dels píxels individuals, fent-los compatibles amb un mètode seqüencial que impliqui ulleres d'obturador. Els panells moderns presenten una freqüència de píxels de fins a 600 Hz i permeten una precisió de color de 10 bits a 12 bits amb 1024 a 4096 gradacions de brillantor per a cada subpixel.
Samsung Electronics va llançar televisors 3D PDP el 2008, un "PAVV Cannes 450" a Corea i PNAx450 al Regne Unit i als EUA. Els conjunts utilitzen el mateix esquema de compressió de patrons de comprovació com els seus televisors DLP, encara que solament a la resolució nativa de 1360 × 768 píxels i no en HDTV estàndard de 720p, fent-los només utilitzables amb una PC.
Matsushita Electric (Panasonic) va prototipar el "3D Full-HD Plasma Theater System" al CES 2008. El sistema és una combinació d'un televisor PDP de 103 polzades, un reproductor Blu-ray Disc i unes ulleres d'obturador. El nou sistema transmet imatges entrellaçades de 1080i60 per als ulls dret i esquerre, i el vídeo s'emmagatzema en Blu-ray de 50 gigabytes mitjançant l'extensió de codificació de vídeo Multiview de compressió MPEG-4 AVC / H.264.

### LCD
Antigament, els LCD no eren molt adequats per a 3D estereoscòpics a causa del temps de resposta lent del píxel. Les pantalles de cristall líquid han estat tradicionalment lentes per canviar d'un estat de polarització a un altre. Els usuaris d'ordinadors portàtils de principis dels anys noranta estan familiaritzats amb el borrissol l que es produeix quan alguna cosa es mou massa ràpidament perquè la pantalla LCD s'aprovi.
La tecnologia LCD no sol ser valorada per fotogrames per segon, sinó que és el temps que triga a passar del valor de color d'un píxel a un altre valor de color de píxels. Normalment, es mostra una actualització de 120 Hz per un total de 1/120 segons (8,33 mil·lisegons) degut a la mostra i la retenció, independentment de la rapidesa amb què un LCD pugui completar les transicions de píxels. Recentment, es va poder ocultar que es veien transicions de píxels, utilitzant tecnologia de retroiluminació estroboscópica, apagant la retroiluminación entre actualitzacions, per reduir la interferència. Els televisors LCD més nous, inclosos els televisors 3D de gamma alta Sony i Samsung, utilitzen ara una retroiluminació roscada o escanegen la retroiluminación per reduir la interferència en 3D durant l'operació de l'obturador.

## Oclusió alterna terapèutica
En la teràpia visual de l'ambliopia i la supressió central intermitent, s'han utilitzat dispositius de cristall líquid amb l'objectiu de millorar la teràpia d'oclusió. En aquest escenari, el pacient ambliopídia utilitza ulleres de cristall líquid o ulleres programables per via electrònica durant diverses hores durant les activitats diàries habituals. Utilitzar el dispositiu anima o obliga al pacient a utilitzar els dos ulls alternativament, similar al patch dels ulls, però alternant ràpidament a temps. L'objectiu és eludir la tendència del pacient a suprimir el camp de visió del dit més feble i millorar la capacitat del pacient de la visió binocular. Les ulleres tenen una velocitat molt més lenta que les ulleres actives 3D més conegudes.